# Dəmirçilər (Tərtər)
Dəmirçilər è un comune dell'Azerbaigian situato nel distretto di Tərtər. Conta una popolazione di 1 078 abitanti.